# Huế
Huế Vietnám korábbi fővárosa, az ország középső részén helyezkedik el. Lakosainak száma kb. 1 236 393.

## Fekvése
A Hương-folyó (=parfüm) partján fekszik, csupán néhány kilométerre a Dél-kínai-tengertől. 540 km-re délre fekszik a mai fővárostól, Hanoitól, és 634 km-re északra az ország legnagyobb városától, Ho Si Minh-várostól.

## Éghajlat
| Hónap                                                         | Jan. | Feb. | Már. | Ápr. | Máj. | Jún. | Júl. | Aug. | Szep. | Okt. | Nov. | Dec. | Év   |
| ------------------------------------------------------------- | ---- | ---- | ---- | ---- | ---- | ---- | ---- | ---- | ----- | ---- | ---- | ---- | ---- |
| Rekord max. hőmérséklet (°C)                                  | 33,6 | 36,3 | 38,6 | 39,9 | 41,3 | 40,7 | 39,6 | 39,7 | 39,7  | 36,1 | 38,8 | 32,2 | 41,3 |
| Átlagos max. hőmérséklet (°C)                                 | 23,8 | 24,4 | 27,7 | 31,0 | 33,3 | 34,4 | 34,7 | 34,3 | 31,5  | 28,8 | 26,1 | 23,6 | 29,5 |
| Átlagos min. hőmérséklet (°C)                                 | 17,6 | 18,2 | 20,3 | 22,8 | 24,4 | 25,3 | 25,2 | 25,1 | 24,1  | 22,7 | 20,8 | 18,4 | 22,1 |
| Rekord min. hőmérséklet (°C)                                  | 8,8  | 11,0 | 10,7 | 14,1 | 17,7 | 20,9 | 19,8 | 21,0 | 19,1  | 15,9 | 12,9 | 9,5  | 8,8  |
| Átl. csapadékmennyiség (mm)                                   | 126  | 65   | 43   | 58   | 102  | 113  | 92   | 117  | 394   | 757  | 621  | 311  | 2799 |
| Havi napsütéses órák száma                                    | 114  | 110  | 147  | 177  | 234  | 231  | 247  | 218  | 173   | 136  | 100  | 85   | 1972 |
| Forrás: Vietnam Institute for Building Science and Technology |      |      |      |      |      |      |      |      |       |      |      |      |      |

## Története
1802 és 1945 között Vietnám fővárosa volt a Nguyễn dinasztia alatt. A vietnámi háborúban az egyik legvéresebb és leghosszabb ütközet volt Huế ostroma.

## Vallás
Huếben római katolikus érsek székel, habár a város lakosainak többsége buddhista.

## A település szülöttei
- Bảo Đại, az utolsó vietnámi császár
- Ngô Đình Diệm, az első dél-vietnámi elnök
- Nguyễn Ngọc Loan dél-vietnámi tábornok